# Hybalus reclinans
Hybalus reclinans är en skalbaggsart som beskrevs av Leon Fairmaire 1879. Hybalus reclinans ingår i släktet Hybalus och familjen Orphnidae. Inga underarter finns listade i Catalogue of Life.